# Dunboyne
Dunboyne is een plaats in het Ierse graafschap Meath. De plaats telt 8.691 inwoners.
Dunboyne heeft sinds 2010 weer een treinverbinding met Dublin. Vanaf het station vertrekt op werkdagen ieder half uur een trein naar station Dublin Docklands.

## Geboren in Dunboyne
- John Bruton (1947-2024), politicus